# Ricardo Álvarez Lobo
Ricardo Álvarez Lobo   (Madrid, 7 de juliol de 1897 - Madrid, 21 de febrer de 1955) fou un futbolista espanyol de les dècades de 1910 i 1920.
Acostumava a jugar a la posició d'interior esquerre. La major part de la seva carrera la passà al Racing Club de Madrid, on jugà des de meitat dels anys 1910 fins a meitat de la dècada de 1920.
També jugà dues temporades al Reial Madrid (1916-18) i dues més al RCD Espanyol.
Un cop retirat també destacà com a àrbitre xiulant a primera divisió durant dues temporades (1934-36).